# Dicraeus niger
Dicraeus niger är en tvåvingeart som beskrevs av Ismay 1984. Dicraeus niger ingår i släktet Dicraeus och familjen fritflugor. Inga underarter finns listade i Catalogue of Life.